# Monte Napoleone
Per Monte Napoleone si intende l'istituzione finanziaria incaricata di amministrare il debito pubblico ereditato dalla Repubblica Cisalpina ed accresciuto dalla Repubblica Italiana che poi diventerà il Regno d'Italia.

## Storia
L'art. 125 della costituzione di Lione del 26 gennaio 1802, stabiliva che: “tutti i debiti e crediti delle diverse provincie, le quali in oggi forman parte della Repubblica, appartengono alla nazione”.
Il pagamento del debito pubblico venne poi regolato dalla legge 21 marzo 1804 che stabilì che il pagamento del debito pubblico poteva avvenire:
- o attraverso il consolidamento in iscrizioni con interesse del 3 e mezzo %
- o con prescrizioni senza interesse accettate per l'acquisto dei beni nazionali[1].

Con legge 20 maggio 1804, venne istituita una Amministrazione dei fondi del debito pubblico che con legge 17 luglio 1805 cambiò il nome in “Monte Napoleone” (legge 17 luglio 1805).
Lo scopo del Monte Napoleone era di riunire in un solo organismo tutta la massa di titoli, obbligazioni, luoghi o cambiali, che gravavano sul nuovo regno d'Italia come eredità passiva dei precedenti regimi repubblicani e quello di procurare nuovi mezzi finanziari al regno.
Il monte era affiancato, con contabilità separata, da una cassa d'ammortizzazione, da una cassa di garanzia, prevista con la legge di finanza del 1810, e da una cassa speciale per le pensioni.
Aveva sede a Milano, nel Palazzo del Monte.

### Dopo la restaurazione
Il ritorno degli austriaci a Milano non comportò il disconoscimento totale dei debiti del Regno d'Italia.
Il Congresso di Vienna aveva previsto la necessità di dare all'Istituto, noto sotto il nome di Monte Napoleone in Milano, i mezzi di soddisfare i suoi creditori”.
Apposite convenzioni regolarono la successione nel debito dei vari stati che avevano ereditato i territori prima del regno d'Italia (come Lombardia Austriaca, Stati pontifici, Regno di Sardegna, ducati di Modena e Parma) le convenzioni furono stilate tra il 1816 e il 1820.
Già nel 1816 ci fu un pagamento della semestralità a favore dei soggetti nei quali concorressero le due qualità di sudditi e di aventi domicilio nello stato austriaco.
Il 15 agosto 1820 fu firmato “l'Atto di riparto fra le sovranità interessate”, cui seguirono le singole misure di riparto e liquidazione operate dalla commissione diplomatica, avente sede a Milano, nel palazzo del Monte.
La patente 27 agosto 1820 istituì il Monte del Regno Lombardo-Veneto, che amministrava appunto la quota austriaca del vecchio debito del monte Napoleone.
Nel 1859 la Pace di Zurigo stabilì il trasferimento della quota afferente alla Lombardia del debito del Monte lombardo-veneto al Regno di Sardegna, e la restante parte passò con il Veneto a seguito della pace di Vienna.

## Destino del nome
La via dove aveva sede il Monte Napoleone continuò a essere nota con tale nome o, in forma semplificata, Montenapoleone ed è diventata la via delle case di moda milanesi anche quando esse hanno assunto un ruolo importantissimo nell'economia mondiale.